# Никола Манов
Никола Манов е български просветен деец, юрист и общественик.

## Биография
Никола Манов е роден през 1848 година в Пирот, тогава в Османската империя. Между 1873 и 1875/1876 година е български учител в Гумендже. Той въвежда звучния метод на обучение, а след него учителства Вениамин Мачуковски.